# Televiza
Televiza es un canal de televisión de señal abierta en la Región Zuliana de Venezuela, el cual cuenta con más de 30 años en el mercado de la televisión regional venezolana. Su principal rival es Canal 11.
En el edificio sede de la estación televisiva, se encuentra ubicado en las instalaciones del circuito de emisoras radiales Corporación Regional Broadcasting (CRB), con el cual mantiene estrechos lazos de negocios formando parte de una misma organización.

## Reseña histórica
La historia de Televiza Canal 7 se inicia en el año 1983, cuando Calixto Rocca Bravo, para aquel entonces presidente del diario Crítica, decide comprar a Heriberto Molina el edificio donde funcionaba Ondas del Lago Television y Ondas del Lago Radio, con sus respectivas concesiones.
Sin embargo, debido a una mora administrativa, tomó 11 años, seis Ministros de Transporte y Comunicaciones y cuatro Presidentes de la República para que la señal de Televisa saliera por primera vez al aire. 
Fue un 18 de noviembre de 1994, bajo la presidencia de Ramón José Velásquez, cuando esto sucedió. Con una emisión de cinco horas diarias se activó la señal del canal 7. 
Televisa, ya tiene más de tres décadas llegando a los hogares zulianos y se encuentra posicionado en la audiencia debido a su amplia programación la cual ofrece entretenimiento para la familia e información.